# Gösta Andersson (centerpartist)
Allan Gösta Johnny Andersson, född 2 oktober 1935 i Kristvalla församling i Kalmar län, är en svensk skogsbrukare och centerpartistisk politiker. Han var ordförande för Centerpartiets ungdomsförbund 1966–1969 och riksdagsledamot för Kalmar läns valkrets 1971–1988.